# Humbertioturraea rhamnifolia
Humbertioturraea rhamnifolia är en tvåhjärtbladig växtart som först beskrevs av John Gilbert Baker, och fick sitt nu gällande namn av M. Cheek. Humbertioturraea rhamnifolia ingår i släktet Humbertioturraea och familjen Meliaceae. Inga underarter finns listade i Catalogue of Life.